# Apanteles rugiceps
Apanteles rugiceps är en stekelart som beskrevs av Wilkinson 1934. Apanteles rugiceps ingår i släktet Apanteles och familjen bracksteklar. Inga underarter finns listade i Catalogue of Life.